# Wedding Daze (2006)
Wedding Daze, ook uitgebracht als The Pleasure of Your Company, is een film uit 2006 onder regie van Michael Ian Black.

## Verhaal
Anderson besluit, ondanks het advies van zijn vriend Ted om het niet te doen, een huwelijksaanzoek te doen aan zijn vriendin in een luxe restaurant, terwijl hij een kostuum van Cupido draagt. Zijn vriendin schrikt en overlijdt ter plekke aan een hartaanval.
Een jaar later is Anderson nog altijd gedeprimeerd sinds die gebeurtenis. Ted moedigt hem aan weer te beginnen met uitgaan. Anderson is hier niet geïnteresseerd in, maar om toch Ted blij te maken, doet hij voor de gein een huwelijksaanzoek bij de serveerster van het wegrestaurant waar ze op dat moment hun lunch houden. De serveerster, Katie, accepteert het aanbod, tot zijn verbazing.
Katie zit zelf in een serieuze relatie met een jongen die haar ouders adoreren, maar waar ze zelf niets mee wil en wil er dolgraag onderuit. Nadat ze het aanbod accepteert, reizen ze naar de bruiloft met hun vrienden. Onderweg vinden er opmerkelijke gebeurtenissen plaats.

## Rolverdeling
- Jason Biggs - Anderson
- Isla Fisher - Katie
- Michael Weston - Ted
- Joe Pantoliano - Smitty
- Joanna Gleason - Lois
- Edward Herrmann - Lyle
- Margo Martindale - Betsy
- Rob Corddry - Kyle